# Acanthosicyos horridus
Acanthosicyos horridus là một loài thực vật có hoa trong họ Cucurbitaceae. Loài này được Welw. ex Hook.f. mô tả khoa học đầu tiên năm 1867.

## Hình ảnh

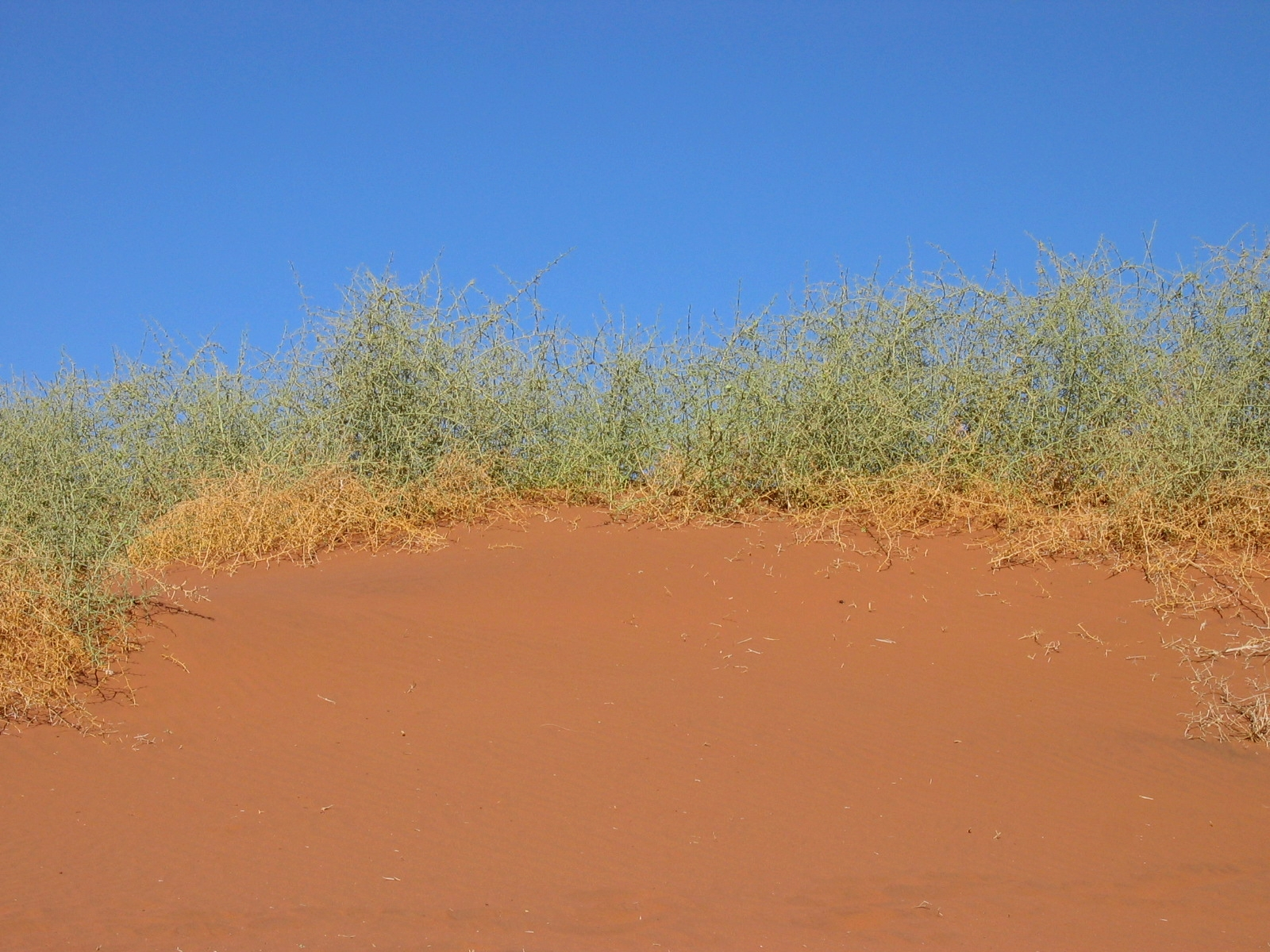
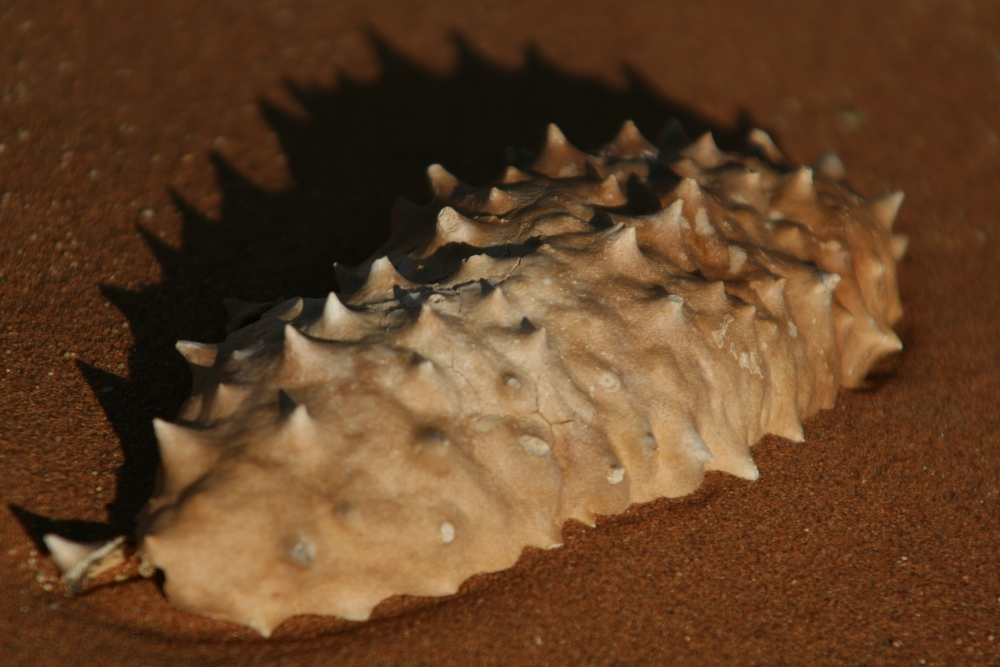
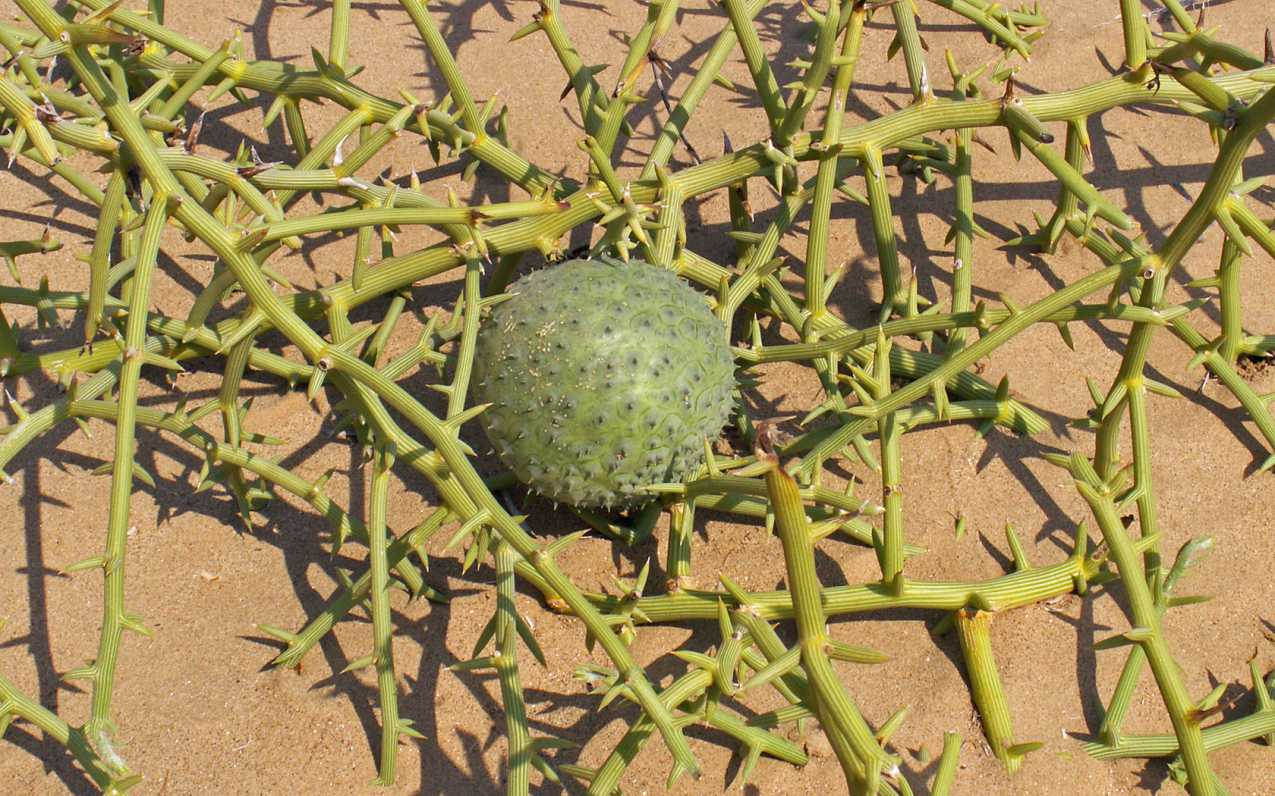
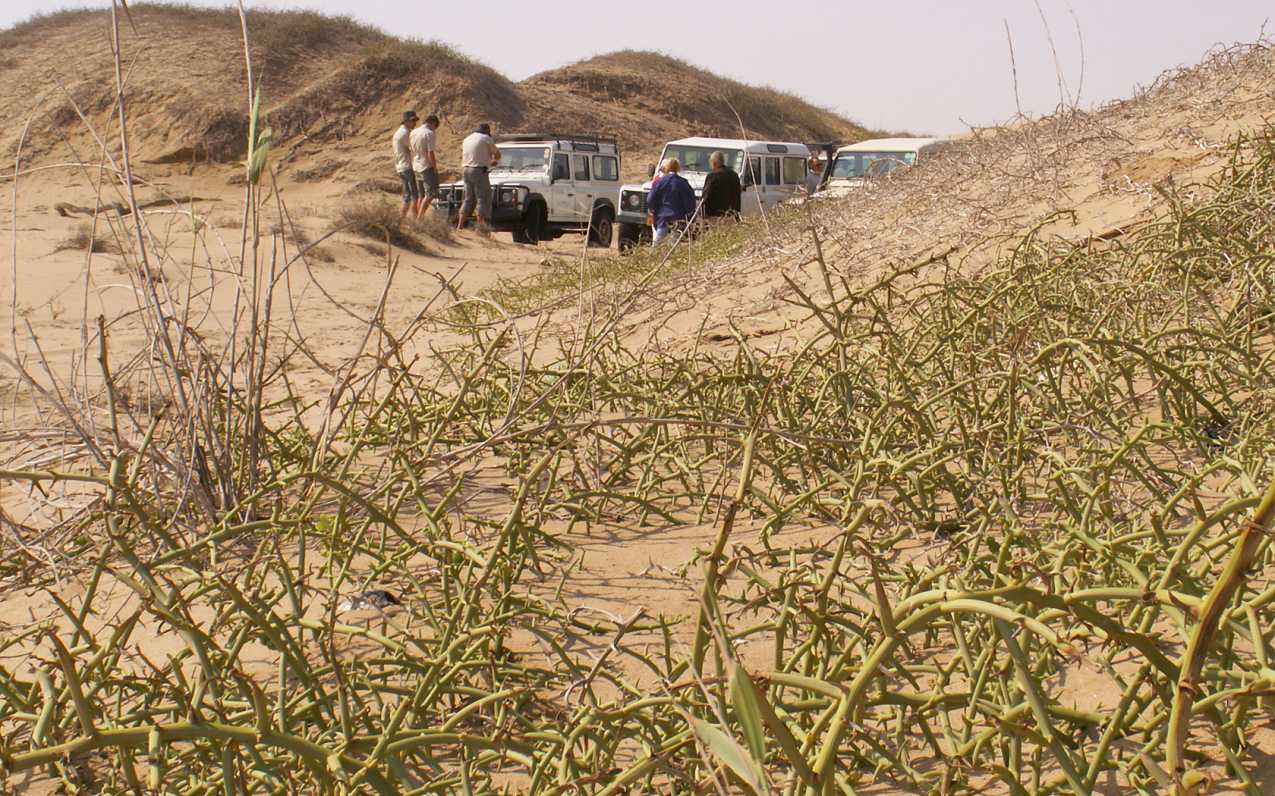